# Money (That's What I Want)
Money (That's What I Want) är en låt skriven av Berry Gordy och Janie Bradford. Den spelades ursprungligen in av Barrett Strong och gavs ut som singel 1959. Den har även blivit mycket känd i en version med The Beatles från 1963. Låten spelas även i filmen Backbeat.

## The Beatles version
The Beatles spelade låten tidigt på scenen. Money (That's What I Want) var ett av de 15 nummer man spelade in för producenten Mike Smith på skivbolaget Decca den 1 januari 1962. Provinspelningen ledde dock inte till något skivkontrakt och inspelningarna från Decca gavs inte ut på legal skiva förrän 1982, då The Complete Silver Beatles kom ut. (På denna skiva saknas dock de tre låtar som var Lennon-McCartney-kompositioner.) Pete Best var då fortfarande trumslagare i gruppen.
Sedan Beatles slagit igenom spelades låten in på nytt den 18 juli 1963 med vissa pålägg 30 juli 1963. Låten var avslutningslåt på Beatles andra LP With the Beatles, som gavs ut i England 22 november 1963. I USA kom den med på LP:n The Beatles' Second Album den 10 april 1964.
John Lennon är försångare på båda de inspelade versionerna av Money. Gruppens producent George Martin spelar piano på den version som gavs ut 1963. Pete Best hade då sedan ett år varit ersatt av Ringo Starr på trummor.
År 2019 sjöng Ringo Starr in en egen version av låten på albumet What's My Name.